# Pintures murals de l'absis de Sant Martí del Brull
Les pintures murals de l'absis de Sant Martí del Brull són unes pintures murals provinents de Sant Martí del Brull (Osona) realitzades pel pintor medieval conegut amb el nom de Mestre d'Osormort durant el segon quart del segle xii. Es troben actualment al Museu Episcopal de Vic. La decoració de l'absis estava presidida per un Pantocràtor, del qual actualment es conserva gran part de la figura, a més de fragments de l'àguila de Sant Joan i el bou de Sant Lluc. A la part inferior s'hi troben representats episodis de la infància de Jesús i del llibre del Gènesi. Aquestes pintures daten de la segona meitat del segle XII Les pintures van ser descobertes l'any 1909 i traslladades al Museu Episcopal de Vic l'any 1935.

## Tècnica
La tècnica emprada per a l'elaboració d'aquesta obra és la de pintura al tremp sobre arrebossat, posteriorment va ser traslladada a llenç.